# Сантисима-Тринидад
«Сантисима-Тринидад» (исп. Nuestra Señora de la Santísima Trinidad — «Богоматерь Святой Троицы») — испанский трёхпалубный (позднее переделанный в четырёхпалубный) линейный корабль 1-го класса, спущенный на воду в 1769 году, крупнейший по числу пушек парусный корабль.

## Описание
Построен по проекту ирландца Мэтью Муллана (англ. Matthew Mullan, исп. Mateo Mullán) в Гаване и спущен на воду в 1769 году. Корпус и палуба целиком изготовлены из кубинского красного дерева, а мачты и реи — из мексиканской сосны. Толщина внешней обшивки бортов достигала 60 см.
После постройки корабль был вооружён 112 пушками в трёх закрытых палубах(по некоторым источникам 116-ю или 120-ю), заметно превосходя своих современников — английскую «Викторию» и французскую «Бретань» — и получил прозвище «Эскориал морей» (исп. El Escorial de los mares). Тридцать самых тяжёлых 32-фунтовых пушек располагались на нижней палубе. Позднее французские 120-пушечные линкоры «Океан» (фр. Océan, 1790) и «Восток» (фр. Orient, 1791) превзошли «Сантисима-Тринидад» в размерах, после чего, в 1795 году, носовая надстройка была присоединена к шкафуту и образована четвёртая закрытая палуба с восьмифунтовыми пушками, и общее число стволов дошло до 140. Несмотря на то, что позднее количество пушек сократили до 130, 63-метровый навио водоизмещением 4902 тонн был самым большим парусным боевым кораблём своего времени.
Четырёхпалубных линкоров вообще было немного. Флот США построил четырёхпалубную 136-пушечную «Пенсильванию» (англ. Pennsylvania), французы — 120-пушечный «Вальми» (фр. Valmy), а британским флотом спроектирован, но так и не достроен 170-пушечный «Герцог Кентский» (англ. Duke of Kent).
Высокое расположение артиллерии, и, соответственно, высокий центр тяжести, особенно после дооборудования четвёртой палубой, скверно влиял на мореходные качества корабля, за что он был прозван «Тяжеловесом» (исп. El Ponderoso). Некоторые офицеры считали, что «Сантисима-Тринидад» не следует выпускать в открытое море, ограничив его боевые задачи обороной Кадиса.

## Служба
В июле 1779 во время Американской войны за независимость «Сантисима-Тринидад» был направлен для устрашения англичан в Ла-Манш.
В августе 1780 принимал участие в операции против английского каравана из 63 кораблей, в ходе которой было захвачено 55 судов.
В 1782 году переведён в Средиземноморскую эскадру и принял участие в осаде Гибралтара.
14 февраля 1797 года, несмотря на переоборудование и рост числа пушек, корабль едва не попал в плен в сражении при Сент-Винсенте. В этом сражении на «Сантисима-Тринидад» держал свой флаг адмирал Хосе де Кордоба и Рамос (исп. José de Córdoba y Ramos). Сначала линкор вступил в бой с английскими 74-пушечными кораблями HMS Captain под командованием коммодора Нельсона и HMS Culloden, затем был атакован кораблями HMS Blenheim, (90 пушек), HMS Orion (74 пушки), «Иррезистеблом» (англ. Irresistible, (74 пушки) и «Экселлентом» (англ. Excellent, (74 пушки). После этого на «Сантисима-Тринидад» были сбиты все мачты, половина экипажа выбыла из строя убитыми или раненными, но британцам не удалось овладеть призом. Испанские корабли «Инфант дон Пелайо» (исп. Infante don Pelayo, 74 пушки) и «Принц Астурийский» (исп. Príncipe de Asturias, 112 пушек) выручили флагмана. Через несколько дней «Сантисима-Тринидад», державший путь в Испанию на ремонт, был замечен 32-пушечным британским фрегатом «Терпсихора» англ. Terpsichore, но ускользнул и вернулся в Кадис.
21 октября 1805 года «Сантисима-Тринидад», будучи под командованием Франсиско Хавьера Уриарте (исп. Francisco Javier Uriarte) и под флагом адмирала Балтасара Идальго де Сиснероса (исп. Baltasar Hidalgo de Cisneros), принял участие в Трафальгарском сражении в составе объединённого франко-испанского флота. Слишком слабый ветер не позволял гигантскому кораблю выполнять свою боевую задачу эффективно. В строю «Сантисима-Тринидад» шёл сразу за флагманом флота «Буцентавром» и стал мишенью для нескольких британских кораблей. Потеряв мачту, «Сантисима-Тринидад» сдался «Нептуну» (англ. Neptune, капитан Томас Фримантл (англ. Thomas Fremantle), 98-пушечному линкору второго ранга. Аналогичный корабль «Принц» (англ. Prince) взял его на буксир, но на обратном пути флот попал в шторм и «Сантисима-Тринидад» затонул.
Возможно, что останки «Сантисима-Тринидад» были обнаружены испанским флотом в ходе испытаний новой модели сонара бокового обзора в 2009 году. Более ранние попытки поисков приводили к обнаружению останков судов, но идентифицировать их не удавалось.

## Реплика судна[8]
В 2006 году в порту Аликанте в Испании был установлен макет «Сантисима-Тринидад», изготовленный из грузового судна. Переоборудование было начато в Галисии, где на стальной корпус было нанесено покрытие, имитирующее деревянные доски, и установлены мачты. Кормовые галереи, мебель и такелаж были изготовлены в Альхесирасе. На борту были созданы историческая выставка и ресторан. С конца 2017 года судно закрыто для посещения и находится в плачевном состоянии. У него сломана фок-мачта, отсутствует бушприт, выцвела краска и т. п.

## В музее
Канадская некоммерческая организация «Друзья Сантисима-Тринидад» (англ. Friends of Santísima Trinidad) помогала с изготовлением модели корабля в масштабе 1:25 для Морского музея в Гаване. С одной стороны модель демонстрирует разрез судна.